# La vendetta del tenente Brown
La vendetta del tenente Brown (The Saga of Hemp Brown) è un film del 1958 diretto da Richard Carlson.
È un film western statunitense con Rory Calhoun e Beverly Garland.

## Produzione
Il film, diretto da Richard Carlson su una sceneggiatura di Robert Creighton Williams con il soggetto di Bernard Girard, fu prodotto da Gordon Kay per la Universal International Pictures e girato nella Conejo Valley, Thousand Oaks, California. Il titolo di lavorazione fu Hemp Brown.

## Distribuzione
Il film fu distribuito con il titolo The Saga of Hemp Brown negli Stati Uniti dal 1º ottobre 1958 al cinema dalla Universal Pictures.
Altre distribuzioni:
- in Germania Ovest il 5 settembre 1958 (Bis zur letzten Patrone)
- in Svezia il 6 ottobre 1958 (Han svor att hämnas)
- in Finlandia il 17 ottobre 1958 (Viimeiseen luotiin)
- in Danimarca il 2 marzo 1959 (Kavaleriets hvide fjer)
- in Austria (Bis zur letzten Patrone)
- in Francia (L'implacable poursuite)
- in Spagna (La saga de Hemp Brown)
- in Brasile (Meu Sangue Por Minha Honra)
- in Grecia (O apostatis)
- in Italia (La vendetta del tenente Brown)